# Leucospis yasumatsui
Leucospis yasumatsui is een vliesvleugelig insect uit de familie Leucospidae. De wetenschappelijke naam is voor het eerst geldig gepubliceerd in 1961 door Habu.